# Тававис
 Тававис (по-араб. «павлины») – средневековый город, располагавшийся в 60 км. к востоку от Бухары. 
Теперь Тавависом называется кишлак, расположенный в 2-3 км от городища,  которое сейчас называется Шахри Вайрон. Находится на территории Кизилтепинского района Навоийской области Республики Узбекистан.
Это был пограничный город в системе крепостной стены Бухарского оазиса Кампыр-дувал в VII-X веках. Замок, ставший позже цитаделью города, имел три ряда стен и жилую башню-кёшк в центре.
Историк X века Наршахи сообщает следующие сведения о Тавависе:

Раньше оно называлось "Аркуд". В этом селении были богатые люди, жившие роскошно; одним из признаков роскоши было, что каждый хозяин у себя дома содержал 1—2 павлинов. Арабы прежде не видели павлинов; увидав в этом селении множество этих птиц, они назвали селение "зат-и-таваис" (Собственно maваис (мн. число от тавус - павлин)), т.е. место, изобилующее павлинами. Скоро прежнее название селения забылось и, отбросив слово "зат-и", селение стали называть Тавис. Там есть соборная мечеть и большой город. В прежнее время в этом селении ежегодно осенью бывала ярмарка, продолжавшаяся 10 дней. Эта ярмарка отличалась тем, что на ней продавали всякие ткани, именно: занавесы, покрывала и др., несмотря на все их недостатки, но возвращать товар не было ни возможности, ни способа и на это, ни при каких условиях, не соглашались ни продавец, ни покупатель. Ежегодно, на эту ярмарку собиралось более 10,000 челов., приобретавших товары для торговли и таких, которые делали запасы для себя лично. Приходили на ярмарку жители Ферганы, Чача и других местностей и все возвращались с значительной прибылью. Поэтому благосостояние жителей селения Таваис увеличивалось, и богатство своё они приобретали посредством торговли, а не земледелием.